# Jaciment de la Vinya
El jaciment de la Vinya és un jaciment arqueològic situat al municipi de Peramola, a la comarca de l'Alt Urgell, inclòs a l'Inventari del Patrimoni Arqueològic i Paleontològic de Catalunya.
Es tracta d'un jaciment paleolític a l'aire lliure, situat sobre una de les terrasses del riu Segre, a uns camps plantats de vinya d'una exploració agropecuària. A la zona aparegueren còdols tallats i asclats que reprodueixen les morfologies característiques del Paleolític inferior i Mitjà. El material aflorava periòdicament en el decurs dels treballs agrícoles. És datat entre -120.000 i -50.000.

## Descobriment i història
Miquel Bach i Francesc Riart van trobar al lloc diversos materials, durant els anys 70.
L'any 1982 s'inicià un estudi sistemàtic.
El desembre de 2004 es fa una prospecció superficial i preventiva en els terrenys afectats pel projecte de la variant d'Oliana, a càrrec de l'empresa Àtics SL., i Entorn, SL actua com promotora. L'octubre del 2005, en el marc del projecte de concentració parcel·lària de la zona regable dels termes municipals de Peramola i Bassella es du a terme una altra intervenció, també per l'empresa Àtics SL. i promotora Summa SA. En tots dos casos, el finançament prové de la Direcció General de Carreteres.
El material es troba a Cal Rutxé, de Peramola.

## Troballes arqueològiques
La indústria de La Vinya, tallada amb cornubianites del riu Segre, es compon d'abundants esclats i algun còdol tallat, reprodueix les morfologies característiques del Paleolític inferior i mitjà.